# مهاب قدس
شرکت مهندسی مشاور مَهاب قُدس در سال ۱۳۶۲ از ادغام دو شرکت «خدمات مهندسی آب (مهاب)» و «عمران زمین و توسعه منابع آب» تأسیس شد، سهامدار شرکت مهندسی مشاور مهاب قدس وزارت نیرو ایران است این شرکت زیرمجموعه وزارت نیرو ایران و به صورت نیمه دولتی اداره می‌شود.
از بدو تأسیس، این شرکت بیش از ۲۰۰ سد بزرگ را مطالعه و طراحی نموده‌است. مهاب قدس بزرگ‌ترین شرکت مهندسی مشاور در ایران و یکی از ده شرکت برتر در جهان در زمینه مدیریت منابع آب و طرح‌های سد و نیروگاه به‌شمار می‌آید، این شرکت تاکنون بیش از ۲۰۰۰ طرح و پروژه مختلف در زمینه سدسازی، شبکه‌های آبیاری، خطوط انتقال (نفت، گاز، آب)، تأسیسات آب و فاضلاب، مدیریت منابع آب، بندرسازی و سازه‌های دریایی، راهسازی، خدمات مهندسی حمل و نقل شهری مترو، نیروگاه‌های برق آبی، محیط زیست، پروژه‌های زمین گرمایی، انرژی باد، تونل سازی، خدمات اقتصادی و… را به انجام رسانده است، عمده‌ترین طرح‌ها و پروژه‌های این شرکت در زمینه طراحی و احداث سدهای خاکی و بتنی است، از بدو تأسیس تا به امروز این شرکت بیش از ۲۰۰ سد بزرگ را مطالعه و طراحی نموده است.در نشست کمیته ارزیابی جوایز نوآوری سدهای بزرگ جهان در سال ۲۰۲۱ شرکت مهاب قدس عنوان سوم در جهان و مدال برنز را به‌دست‌آورد و شرکت‌های اروپایی را پشت سر گذاشت.
شرکت مهاب قدس حدود ۲۰۰ طرح مطالعاتی و نظارتی در دست اجرا دارد که بغیر از طرح‌های آبی و برق آبی دربرگیرنده طرح‌های دیگر مثل متروی شیراز، تونل رسالت، بزرگراه حرم به حرم، طرح‌های کاداستر GIS و طرح‌های مطالعات زیست‌محیطی و پروژه‌های نفتی می‌باشد، شرکت مهاب قدس در حدود ۶۰۰ میلیارد تومان از کارفرمایان طلبکار است.
شرکت سرمایه‌گذاری صنعت آب و برق موسوم به صبا، شرکت‌های آبفار و آیفار، گروه مپنا، شرکت گروه فرآب، شرکت مهساب، بسیاری از نیروگاه‌های برق آبی ایران، شرکت‌های مدیریت تولید برق، شرکت‌های آب و فاضلاب و شرکت‌های توزیع نیروی برق سراسر استان‌های ایران زیرمجموعه شرکت مهندسی مشاور مهاب قدس می‌باشند و شرکت مهاب قدس سهامدار آنها است، به نقل از سایت خبری بولتن نیوز ارزش سرمایه‌های شرکت مهندسی مشاور مهاب قدس در حدود ۶۰ هزار میلیارد تومان است.
شرکت مهندسی مشاور مهاب قدس خدمات مهندسی خود را به کشورهای دیگر نیز صادر می‌کند و در کشورهای مختلف پروژه‌های زیادی را به انجام رسانیده یا در دست انجام است از جمله کشورهای قطر، آلبانی، آلمان، تاجیکستان، عمان، آذربایجان، روسیه و…این شرکت در یک مناقصه مهم جهانی که شرکت‌های معتبر و تراز اول مهندسی مشاور آمریکایی، اروپایی و آفریقایی حضور داشتند به‌طور با بیشترین امتیاز به عنوان شرکت اول این ارزیابی انتخاب و معرفی شد.
مهاب قدس پس از شناخته شدن به عنوان یک برند در سطح جهان آشکارا به عنوان یکی از ۵ شرکت برتر مهندسی مشاور صنعت آب شناخته شده بطوریکه در رقابت با شرکت‌های بزرگ مشاور آمریکایی، اروپایی و آسیایی در اکثر این مناقصات برنده شده و در ۱۰۰ مناقصه جزء ۵ شرکت برتر جهانی بوده.
شرکت مهاب قدس در سال ۱۴۰۰ برای ششمین سال موفق به کسب تندیس صادر کننده نمونه شد از معاون اول رئیس‌جمهور تندیس و لوح تقدیر دریافت نمود این شرکت همچنین نشان عضویت در صنعت نفت ایران را نیز دریافت نموده است.